# Quercus viminea
Espèce
Synonymes
- Quercus bolanyosensis Trel.[1]

Statut de conservation UICN

 LC  : Préoccupation mineure
Quercus viminea est une espèce de chênes du sous-genre Quercus et de la section Lobatae. L'espèce est présente au Mexique et ne le serait plus aux États-Unis.

## Description
Dans sa description originale, l'auteur indique que l'arbre type mesure 7 à 10 m de haut. Ses feuilles sont lancéolées et mesurent de 40 à 100 mm pour une largeur de 10 à 15-20 mm.

## Publication originale
- (en) William Trelease, « The American oaks », Memoirs of the National Academy of Sciences, Washington, NAS, vol. 20,‎ 1924, p. 1-676 (ISSN 0885-4637, OCLC 1759015, DOI 10.5962/BHL.TITLE.142965, lire en ligne).